# Petalocephala kamerunensis
Petalocephala kamerunensis är en insektsart som beskrevs av Heinrich Christian Friedrich Schumacher 1912. Petalocephala kamerunensis ingår i släktet Petalocephala och familjen dvärgstritar. Inga underarter finns listade i Catalogue of Life.